# روني سوان
روني سوان (بالإنجليزية: Ronnie Swan)‏ (8 يناير 1941 في المملكة المتحدة - ) هو لاعب كرة قدم بريطاني في مركز حراسة المرمى. لعب مع أولدهام أثلتيك ونادي لوتون تاون ونادي ستيرلينغشير الشرقية ونادي ألترينتشام وCamelon Juniors F.C. ‏.